# Saihou Sarr
Sereign Saihou Sarr (* 16. August 1951) ist ein ehemaliger gambischer Fußballspieler und -trainer. Er war selbst aktiver Mittelfeldspieler bei der gambischen Fußballnationalmannschaft.
Sarr spielte ab der Saison 1969/70 beim Real de Banjul bis 1976. Anschließend begann Sarr im April 1976 für den norwegischen Klub Mjøndalen IF zu spielen, wobei der Vertrag auch ein Studienprogramm beinhaltete. Mit dem Spitznamen „die schwarze Perle von Mjøndalen“ wurde er einer der ersten schwarzen Fußballer in der norwegischen Liga und geriet daher immer wieder ins Visier rassistischer Rufe.
Nach dem Erlebnis in Mjøndalen kehrte er nach Gambia zurück. 1979, 1980 und 1983 war er im Kader der Nationalmannschaft und von 1984 bis 1986 war er Trainer der gambischen Nationalmannschaft. 1987, während eines Urlaubs in Norwegen, bot ihm Norwegens Fußballbund dort eine Führungsposition an, die Sarr annahm.